# どんちゃんがきゅ〜
『どんちゃんがきゅ〜』は、2009年5月29日にlight（ライト）より発売された日本の18禁恋愛アドベンチャーゲーム。

## 概要
lightの低価格シリーズの作品で、『さかここ』シリーズ第2弾。前作『さかしき人にみるこころ』のサブキャラクターであった純紀子をヒロインとしたスピンオフ作品。時系列的には前作の後日談ではなく、前作の舞台裏で進行していた話としている。
ヒロインの純紀子の視点の場面では、会話文だけでなく地の文にも紀子の声を演じるまきいづみが声を当てている。
当初はパッケージ版のメディアはCD-ROMを予定していたが、マスターアップ直前になって主題歌をつけることにしたために容量不足に陥り、メディアをDVD-ROMに変更することになった。
2010年8月27日には、本作も含む『さかここ』シリーズ全作品を収録した『神様のりんご』が発売された。

## ストーリー
「どんちゃん」こと純紀子と見習人形師の佐藤俊夫は、俊夫が仕事でマネキンを運ぶのに苦労していたところを紀子が手を貸したことがきっかけで親しくなり、やがて2人はお互いに恋愛感情を抱き交際を始めることとなる。しかし性的なことにまったく免疫のない紀子と、奥手で貞操堅固な俊夫の関係はプラトニックなもので、さらに2人の恋路には様々な障害や妨害が待ち受けているのであった。

## 登場人物
純 紀子（すみ のりこ）
声：まきいづみ
本作のヒロインで、あだ名は「どんちゃん」。おっとりとしていてやや天然ではあるが、真面目で健気な性格。性的な話に耐性がなく、きゅ〜となって倒れてしまう。酒乱の気があり、一度お酒が入ると「酔っ払い紀子」という積極的で攻撃的な人格になる。両親は自宅で「テーラーすみ」という仕立て屋を営んでいる。名前の由来は石ノ森章太郎の漫画『ドンキッコ』から。
佐藤 俊夫（さとう としお）
紀子の交際相手で、人形師の24歳。温和で謙虚な性格で、若いながらも老練した雰囲気を醸し出している。実家は製材所を営んでいたが両親を幼いときに亡くし、親戚の家で育てられた。
純 真路乃（すみ まじの）
声：木村あやか
紀子の妹。軍服が趣味で、己のイメージを「真路乃Theスパルタン」と称している。しっかり者で姉の保護者を自任しているが、姉の存在には大きく依存している。次回作の『まじのコンプレックス』ではヒロインを務める。
シュリさん
声：奏雨
俊夫の勤務先の先輩の女性で、北海道出身の29歳。
柳木 誠人（やなぎ まこと）
俊夫の勤務先の社長で、「親方」と呼ばれている。
真柄 亜利美（まがら ありみ）
声：青山ゆかり
『さかしき人にみるこころ』のヒロイン。
勾坂 一重（こうさか かずしげ）
『さかしき人にみるこころ』の主人公。

## 主題歌
「神様のりんご」
作詞・作曲・編曲：樋口秀樹 / ボーカル・コーラスワーク：WHITE-LIPS

## スタッフ
- シナリオ：嘘屋佐々木酒人
- 原画：AKINOKO
- 音楽：樋口秀樹

## 反響

### 批評
『PC Angel neo』2009年8月号に本作のレビューが掲載された。レビュアーのまーくんは、本作はシステム周りの音声やデザインが凝っており、その点低価格作品とは思えないほどだとし、さらにプレイ中のヒント機能もユニークでサービス精神があるとしている。ヒロインであるどんちゃん視点から紡がれるテキストは、丁寧でボリューム豊かに描かれていたと肯定的に評価している。エッチシーンは終盤にならないと鑑賞できないため、エッチシーン目的のプレイヤーには不向きであるとしているが、濃厚かつ数が多いため実用性はあるとしている。